# 芳川周二
芳川 周二（よしかわ しゅうじ、1903年8月25日 - 1992年3月3日）は、日本の銀行家。関西相互銀行(現在の関西アーバン銀行)社長を務めた。広島県広島市出身。

## 経歴
1926年に山口高等商業学校を卒業し、同年に住友銀行に入行。1958年10月に関西相互銀行専務に就任し、1968年4月には社長に就任。1973年11月に取締役相談役と明光証券社長に就任し、1978年12月に会長を経て、1982年3月から取締役相談役を務めた。
1970年10月に藍綬褒章を受章し、1976年4月に勲五等双光旭日章を受章した。
1992年3月3日急性心筋梗塞のために死去。88歳没。